# محمد أبو ليلة
محمد محمد أبو ليلة (1952 - 30 مايو 2021م)، هو داعية ومفكر إسلامي وأستاذ جامعي أزهري مصري ومترجم متخصص في الترجمة الدينية ومقارنة الأديان والإعلام الديني والحوار بين الأديان والمناظرات العلمية ومجال القضايا المعاصرة. عُرف بـ«مُترجِم القرآن».

## سيرته
وُلد محمد محمد أبو ليلة بقرية أبو الغيط التابعة لمركز القناطر الخيرية بمحافظة القليوبية وأتمَّ حفظ القرآن الكريم في الكُتَّاب وفي قسم الحفّاظ بمدرسة القرية، ثم تدرَّج في التعليم الأزهري حتى حصل على الليسانس من قسم الدعوة بكلية أصول الدين، ثم حصل على درجة الماجستير بالمرتبة الأولى من كلية أصول الدين جامعة الأزهر، ثم حصل على درجة الدكتوراه في مقارنة الأديان من كلية الدراسات الإنسانية جامعة إكستر بإنجلترا.
كان رئيس الاتحاد العام لطلاب جامعة الأزهر من 1969 إلى 1970، وترأس تحرير مجلة طلاب الأزهر في سنة 1970. ثم سكرتير تحرير مجلة اتحاد طلاب مصر، كما رأَس وفدَ اتحاد طلاب الجمهورية لـ يوغسلافيا، وتشيكوسلوفاكيا، والأردن، حيث شارك في الندوة العالمية لنصرة شعب فلسطين التي عقدت بعمان. عضو اللجنة الفرعية المنبثقة عن «لجنة السبعين» لإعداد المواطنين للمعركة بمحافظتي القاهرة والقليوبية، وشارك في وفود التخفيف عن الجنود بالجبهة أثناء حرب الاستنزاف، وكان عضو اللجنة العامة للمواطنين من أجل المعركة «لجنة السبعين» برئاسة الرئيس الراحل جمال عبد الناصر، وأمانة حافظ بدوي رئيس مجلس الأمة، ووزير الشؤون الاجتماعية آنذاك. وصدر له أول كتاب، وهو طالب بعنوان «رمضان.. دنيا ودين».
شغل بعدها وظائف أكاديمية بدأها مُعيدًا بكلية أصول الدين حتى أصبح أستاذًا ورئيس قسم اللغة الإنجليزية بكلية اللغات والترجمة، وأسَّس بها شعبة الدراسات الإسلامية باللغة الإنجليزية، وعُرف بنشاطه الأدبي والعلمي والاجتماعي والطلابي إضافة إلى عضوية عدة جمعيات.
له الكثير من الكتب والبحوث والمقالات باللغتين العربية والإنجليزية، ونال عدة جوائز عالمية عن أعماله العلمية.

## مسيرته العلمية
- 1956: التحق بمعهد القاهرة الديني الابتدائي بالأزهر الشريف
- 1960: انتقل إلى معهد القاهرة النموذجي الثانوي بالأزهر الشريف (معهد المتفوقين)
- 1970: تخرج في قسم الدعوة بكلية أصول الدين – جامعة الأزهر
- 1973: حصل على الماجستير بالمرتبة الأولى من كلية أصول الدين – جامعة الأزهر
- 1984: حصل على الدكتوراه في مقارنة الأديان في موضوع «النصرانية من وجهة نظر الإسلام» من قسم الدراسات اللاهوتية – كلية الدراسات الإنسانية بجامعة إكستر، المملكة المتحدة.[4]

## مسيرته المهنية
- 1970: معيد بكلية أصول الدين – جامعة الأزهر، وخطيب منتدب بالمساجد الكبرى بالقاهرة
- 1975: عضو بعثة جامعةُ الأزهر بالمملكة المتحدة لدراسة الدكتوراه
- 1992: أستاذ مساعد ورئيس شعبة الدراسات الإسلامية باللغة الإنجليزية
- 1996: أستاذ زائر بجامعة الإمام محمد بن سعود (عمادة البحث العلمي)
- 2002 - 2004: رئيس قسم الدراسات الإسلامية باللغة الإنجليزية بالجامعة الأمريكية المفتوحة – القاهرة
- 2004: رئيس قسم الدراسات الإسلامية باللغة الإنجليزية بمعهد الدراسات الإسلامية بالإسكندرية
- 2005: ساهم في إنشاء شعبة الشريعة والقانون باللغة الإنجليزية بجامعة الأزهر
- 2001 - 2007: أستاذ ورئيس قسم اللغة الإنجليزية بكلية اللغات والترجمة بجامعة الأزهر.[4]

## نشاطه العلمي
- 1985- 1987: عمل كاتبًا، ومحررًا، ومراجعًا بجريدة «المسلمون الدولية» بلندن
- 1989: انتدبته إدارة إحياء التراث الإسلامي بدولة قطر، لإلقاء المحاضرات، والدروس بالمركز الإسلامي- الجامع- بلندن
- 1988 - 1990: دَرَّس بأكاديمية الملك فهد بلندن باللغتين الإنجليزية والعربية
- 1998- 1999: نظَّم عدة محاضرات في الدعوة والثقافة باللغة الإنجليزية لمجموعة مختارة من أئمة وزارة الأوقاف بمصر
- 2000 وما بعدها: عقد العديد من الدورات في تدريس طرق الدعوة الإسلامية باللغة الإنجليزية والترجمة الدينية لنخبة من ذوي المؤهلات العليا من المصريين، وغير المصريين، بمركز صالح كامل، بجامعة الأزهر، وبدار الأرقم بمدينة نصر
- حاضر في كثير من الجامعات، والمنظمات، والهيئات، والجمعيات، والمراكز الإسلامية بأوربا، وأمريكا، والعالم الإسلامي، والعربي
- مثّل الأزهر في الكثير من المؤتمرات والندوات الأكاديمية والدينية في العالم
- ساهم في تأسيس المركز الإسلامي في جنوب غرب بريطانيا، وأنشأ به مدرسة لتعليم اللغة العربية
- ساهم في تأسيس مدرسة لتعليم اللغة العربية بغرفة التجارة العربية بلندن
- راجع العديد من ترجمات معاني القرآن الكريم من خلال المجلس الأعلى للشؤون الإسلامية ومجمع البحوث الإسلامية
- راجع وقوّم الكثير من الإصدارات باللغة الإنجليزية وكُتب الحديث والسيرة النبوية في مصر والسعودية
- له الكثير من الأحاديث في أجهزة الإعلام المسموعة والمرئية والمقروءة عربيًا ودوليًا
- تولى الرد على أسئلة الوفود الأجنبية لمصر فيما يخص القضايا الإسلامية المعاصرة[4]

## عضوية لجان وجمعيات علمية
- مؤسس «الجمعية الثقافية للتواصل الحضاري» بمصر، ورئيسها
- عضو لجنة تصحيح صورة العرب والمسلمين في الكتب المدرسية في أوروبا وأمريكا (وزارة التعليم العالي بمصر)
- تولى الرد على الفتاوى والأسئلة المباشرة باللغة الإنجليزية على شبكة إسلام أون لاين
- عضو لجنة التحرير بمجلة الدراسات القرآنية بجامعة لندن (S.O.I.S.)
- عضو لجنة التحرير بمجلة الدراسات القرآنية بجامعة لندن (S.O.I.S.)
- عضو لجنة التحكيم بالمجلس الأعلى للشؤون الإسلامية بجمهورية مصر العربية
- عضو لجنة الترجمة ولجنة شبكة المعلومات، ولجنة الفكر بالمجلس الأعلى للشؤون الإسلامية بالقاهرة
- عضو لجنة التحكيم لجائزة الفنجري للبحوث الإسلامية بالقاهرة
- عضو لجنة مراجعة ترجمات القرآن الكريم بمجمع البحوث الإسلامية بالقاهرة
- عضو لجنة متابعة أعمال المؤتمر الرابع للمرأة برئاسة شيخ الأزهر الأسبق الشيخ جاد الحق علي جاد الحق.[4]

## أبحاثه ومؤلفاته
صدرت له العديد من المؤلفات والمقالات والدراسات في الجرائد، والمجلات، والحوليات المتخصصة:

### أبحاثه
- 1988: «الحوار» باللغة الإنجليزية مؤتمر المعهد العالي للتربية بلندن ضمن كتاب "Faith Meets Faith"
- 1993: «مزاعم المستشرق منجانا حول القرآن الكريم والرد عليها» باللغة الإنجليزية (حولية المركز الإسلامي بلندن)
- 1995 (6 إلى 28 سبتمبر): «الأمن والسلام من وجهة نظر الإسلام» بحث باللغة الإنجليزية ألقي في مؤتمر الأمن وبناء الثقة العالمي المنعقد بالقاهرة
- 1995: «موقف الإسلام من المرأة» بحث لمؤتمر المرأة بالفاتيكان
- 1996: وثيقة مؤتمر بكين – المؤتمر الرابع للمرأة من الوجهة الإسلامية باللغتين العربية والإنجليزية (القاهرة. المكتبة الإسلامية، ومكتبة الكيلاني. الطبعة الثانية)
- 1997: «ترجمة النص الديني مع التطبيق على القرآن الكريم وكتب العهديْن القديم والجديد»، مؤتمر تعريب العلوم – القاهرة
- 1997: «مكانة المرأة في الإسلام» – مؤتمر الدراسات الإسلامية عند غير العرب – القاهرة
- 1997: «الحوار بين أهل الأديان: وجهة نظر إسلامية» باللغة الإنجليزية (مجلة اللغات والترجمة، جامعة الأزهر)
- 1999 (22-25 إبريل): «مشكلة الجمود وقضية الاجتهاد والتقليد في العلوم الشرعية والعلوم العقلية وفي الحياة العملية: التاريخ، الأسباب، الآثار، وطرق العلاج» (رابطة الجامعات الإسلامية مؤتمر «التحديات القانونية التي تواجه العالم الإسلامي في القرن المقبل» القاهرة)
- 2001 (16 إلى 19 يوليه): «عناية الإسلام بالأطفال وبالأسرة» باللغة الإنجليزية - الندوة العالمية بجامعة بريجهام يانج بولاية يوتا الأمريكية
- 2001 (7 مايو): «الحوار الديني الثقافي بين الإسلام والغرب» - الندوة العالمية «الفلسفة الإسلامية كمدخل للحوار بين الإسلام والغرب باللغة الإنجليزية ومترجم إلى العربية» بالتعاون بين جامعتي الأزهر وبريجهام يانج الأمريكية، ورابطة الجامعات الإسلامية ومركز صالح كامل للاقتصاد الإسلامي، ودار العلوم ووزارة الأوقاف المصرية
- 2001: «اللغة والثقافة والهوية» - مؤتمر جمعية تعريب العلوم (المجلس الأعلى للشؤون الإسلامية - القاهرة)
- 2001: «الشيخ محمد الغزالي وكتابه السنة النبوية بين أهل السنة وأهل الحديث» (ندوة BAT بالقاهرة)
- 2005 (17 فبراير): «الاستشراق الإنجليزي» ندوة الجمعية المصرية للأدب المقارن -مكتبة القاهرة الكبرى
- 2005 (27 – 30 مارس): ماليزيا المؤتمر الدولي لرؤساء المؤسسات الاقتصادية العالمية
- Islam: the Most Misunderstood Religion in the West, International CEO's Conference 2005 (ICC)
- 2005 (17 أكتوبر): «الحوار: طبيعته وأهدافه، وضوابطه»- مؤتمر «حوار الحضارات– نحو مزيد من التفاهم– نموذج الحوار العربي الأوروبي» المنظمة العربية للتعاون الدولي، بالقاهرة
- 2007 (18 أكتوبر): «الأناجيل من وجهة نظر الإمام ابن حزم» - المؤتمر الدولي عن ابن حزم. مدينة بورصا. جامعة أولدوج. تركيا
- 2007 (18 أكتوبر): «ابن حزم: ناقدًا ومفكرًا» - المؤتمر الدولي عن ابن حزم الأندلسي. مدينة بورصا. جامعة أولدوج. تركيا
- 2007 (26 نوفمبر): «العدالة بين الشريعة الإسلامية والنظام الوضعي من وجهة نظر الإمام المجدد بديع الزمان سعيد النورسي» المؤتمر العالمي الثامن لبديع الزمان سعيد النورسي. إسطنبول. تركيا
- 2008: (3-5 أبريل) الأمن والتسامح في الإسلام، ألقي في المؤتمر الدولي عن «الإرهاب وموقف الإسلام منه»- مدينة أوكلاها- الولايات المتحدة الأمريكية
- 2008 (30 أبريل – 20 مايو) «تصحيح صورة الإسلام في المناهج الدراسية الأمريكية» بحث ألقي ولايات: فرجينيا- ميريلاند- نيويورك. الولايات المتحدة الأمريكية

### كتبه باللغة العربية
- 1997: «الإسلام والغرب: الجذور التاريخية والجسور الحضارية» المؤتمر التاسع للمجلس الأعلى للشؤون الإسلامية– القاهرة. (ظهر في قسمين ضمن سلسلة كتب المجلس: قضايا إسلامية، العددان 69، 70
- 1997 - 1998 «القرآن والأناجيل» باللغة الإنجليزية (دار الفلاح، القاهرة)
- 1990- 1998: «الحث على الفضيلة وتهذيب الأخلاق» ترجمة لكتاب «الأخلاق والسير» لابن حزم الأندلسي مع دراسة نقدية لطبيعة علم الأخلاق وتاريخه والدراسات النفسية عند المسلمين – لندن
- 1999: «محمد- صلى الله عليه وسلم- بين الحقيقة والافتراء في الرد على الكاتب اليهودي الفرنسي ماكسيم رودينسون» (دار النشر للجامعات – القاهرة).
- 1999: «الدين والروح والعقل» باللغة الإنجليزية (دار الفلاح، القاهرة)
- 2001: «المنقذ من الضلال» للإمام الغزالي، دراسة وتحقيق بالاشتراك مع الدكتورة نورشيف مصطفى رفعت، (نشر الجمعية الفلسفية الأمريكية بالتعاون مع الجامعة الكاثوليكية بواشنطن واليونسكو)
- 2001: المنقذ من الضلال" للإمام الغزالي، ترجمة إلى اللغة الإنجليزية مع دراسة وتحقيق، (نشر الجمعية الفلسفية الأمريكية بالتعاون مع الجامعة الكاثوليكية بواشنطن واليونسكو).
- 2002: «القرآن الكريم من المنظور الاستشراقي» (دار النشر للجامعات – القاهرة)
- 2005: «قراءة جديدة في فكر طه حسين». (دار الفكر العربي – القاهرة)
- 2006: «الدعوة الإسلامية والقضايا المعاصرة» (المجلس الأعلى للشؤون الإسلامية، وجامعة الأزهر)
- 2007: «قراءة جديدة لسورة يوسف» باللغة الإنجليزية (دار الفلاح، القاهرة)
- 2008: «أزمة الخطاب الديني اللغة والهوية والتيارات المناوئة» المجلس الأعلى للشؤون الإسلامية. القاهرة

### كتب باللغة الإنجليزية
- ترجمة "تفسير الحنان المنان" للعالم السعودي الشيخ ناصر السعدي: تفسير موضوعي للقرآن الكريم" باللغة الإنجليزية، مع مقدمة عن القرآن الكريم. يقع في مجلدين (دار الفلاح - القاهرة)
- ترجمة «الرسالة في القضاء والقدر» باللغة الإنجليزية للشيخ عبد الرزاق الكاشاني
- «المرأة في الإسلام» باللغة الإنجليزية. (دار الكيلاني)
- «طبيعة السيد المسيح- عليه السلام» دراسة مقارنة بين الإسلام والمسيحية، باللغة الإنجليزية
- «كتاب العلم» للإمام الغزالي ترجمة ودراسة

## جوائز
- 1998: درع التربويين العالمي
- 2004: «جائزة البردة» جائزة الدولة التشجيعية في مجال خدمة الدعوة الإسلامية في العالم، من دولة الإمارات
- 2007: مرشح جامعة الأزهر لجائزة الدولة التقديرية في العلوم الاجتماعية بمصر
- 2007: مرشح الجمعية الخيرية الإسلامية لجائزة الملك عبد الله بن عبد العزيز في الترجمة[4]

## وفاته
توفي صبيحة يوم الأحد 19 شوال 1442 هـ / 30 مايو 2021. وشيعت الجنازة عقب صلاة العصر من مسجد السيدة نفيسة، ودُفن بقرية أبو الغيط.